# Wilson Kipketer
Wilson Kosgei Kipketer (Kapchemoiywo, 12 dicembre 1972) è un ex mezzofondista keniota naturalizzato danese, specializzato negli 800 metri piani.
È stato uno dei più forti atleti della specialità degli 800 metri degli anni 1990 e i primi anni 2000. In carriera ha vinto tre titoli mondiali consecutivi ed è stato anche detentore del record mondiale outdoor sulla distanza.

## Biografia
Kipketer fu scoperto da Kipchoge Keino, mezzofondista keniota campione olimpico nel 1968 e nel 1972. Keino suggerì al ragazzo, allora adolescente, di frequentare la St. Patrick's High School di Iten, una scuola superiore cattolica rinomata per i suoi programmi di atletica. Nel 1988 e nel 1990 Kipketer partecipò con la nazionale keniota ai Mondiali juniores di atletica leggera, gareggiando sugli 800 m: la prima volta fu squalificato in batteria, due anni dopo arrivò quarto con il tempo di 1'47"0.
Terminati gli studi superiori, nel 1990 Kipketer si trasferì in Danimarca per studiare ingegneria elettronica all'Università di Copenaghen. Venne tesserato per il club danese Københavns IF, e nel 1992 presentò domanda per ottenere la cittadinanza del paese in cui si era stabilito. Ciò era sufficiente per consentire a Kipketer di gareggiare come danese nelle competizioni organizzate dalla IAAF. Con la maglia della Danimarca Kipketer vinse il suo primo titolo mondiale sugli 800 m nel 1995 a Göteborg.
Le regole del Comitato Olimpico Internazionale sono però più restrittive, e non consentono agli atleti di competere ai Giochi olimpici per un paese di cui non hanno l'effettiva cittadinanza. Nel 1996 Kipketer non era ancora diventato cittadino danese a tutti gli effetti, e non partecipò ai Giochi olimpici di Atlanta. All'epoca aveva ancora il passaporto keniota, e avrebbe potuto gareggiare per il paese africano, ma non per la Danimarca.
Pur assente nella finale olimpica, vinta dal norvegese Vebjørn Rodal, Kipketer rimaneva il dominatore assoluto degli 800 m. Tra il 1996 e il 1997 inanellò una striscia di 28 vittorie consecutive sulla distanza. Nel 1997 stabilì per 5 volte il record mondiale (3 all'aperto e 2 indoor) e si laureò campione mondiale sia al coperto, a marzo a Parigi, sia all'aperto, in agosto ad Atene.
Kipketer balzò agli onori della cronaca il 7 luglio 1997 quando eguagliò il primato mondiale degli 800 m, 1'41"73 stabilito nel 1981 da Sebastian Coe. Nelle settimane seguenti riuscì a scendere per due volte sotto il vecchio record, che resisteva imbattuto da sedici anni. Il 24 agosto a Colonia corse gli 800 m in 1'41"11.
Nella stagione seguente Kipketer rimase lontano dalle competizioni a causa della malaria. Il 1998 fu comunque un anno importante per lui, perché diventò cittadino danese a tutti gli effetti. Tornò alle gare nel 1999, vincendo prima l'argento ai mondiali indoor, e poi il terzo titolo mondiale consecutivo alla rassegna iridata di Siviglia.
Il 20 febbraio 2000 stabilì il primato mondiale sui 1000 m indoor in 2'14"96. Ormai cittadino danese, poté prendere parte ai Giochi olimpici di Sydney, dove si aggiudicò l'argento negli 800 m dietro al tedesco Nils Schumann.
Negli anni seguenti l'attività agonistica di Kipketer fu più volte interrotta dagli infortuni. Pur non riuscendo a gareggiare con continuità, ottenne ancora risultati di spicco quali il titolo di campione europeo a Monaco di Baviera nel 2002, l'argento ai Mondiali indoor di Birmingham nel 2003) e il bronzo ai Giochi olimpici di Atene nel 2004.
Il 17 agosto 2005 Kipketer ha annunciato il ritiro dalle competizioni. Al suo ricchissimo palmarès manca soltanto il titolo di campione olimpico: assente ai Giochi del 1996, quando all'apice della carriera era considerato il più forte ottocentista del mondo, nelle due successive partecipazioni, già in parabola discendente, si fermò ai gradini più bassi del podio.

## Record nazionali
Seniores
- 800 metri piani: 1'41"11 ( Colonia, 24 agosto 1997)
- 800 metri piani indoor: 1'42"67 ( Parigi, 9 marzo 1997)
- 1000 metri piani: 2'16"29 ( Copenaghen, 23 agosto 1995)
- 1000 metri piani indoor: 2'14"96 ( Birmingham, 20 febbraio 2000)

## Progressione

### 800 metri piani
| Stagione | Tempo   | Luogo        | Data      | Rank. Mond. |
| -------- | ------- | ------------ | --------- | ----------- |
| 2004     | 1'43"88 | Roma         | 2-7-2004  | 6º          |
| 2003     | 1'43"28 | Bruxelles    | 5-9-2003  | 4º          |
| 2002     | 1'42"32 | Rieti        | 8-9-2002  | 1º          |
| 2000     | 1'43"35 | Bruxelles    | 25-8-2000 | 3º          |
| 1999     | 1'42"27 | Bruxelles    | 3-9-1999  | 1º          |
| 1998     | 1'43"18 | Zurigo       | 12-8-1998 |             |
| 1997     | 1'41"11 | Colonia      | 24-8-1997 | 1º          |
| 1996     | 1'41"83 | Rieti        | 1-9-1996  |             |
| 1995     | 1'42"87 | Zurigo       | 16-8-1995 |             |
| 1995     | 1'42"87 | Monaco       | 25-7-1995 |             |
| 1994     | 1'43"29 | Oslo         | 22-7-1994 |             |
| 1993     | 1'45"46 | Lappeenranta | 27-7-1993 |             |
| 1992     | 1'45"62 | Helsinki     | 30-6-1992 |             |
| 1991     | 1'46"19 | Malmö        | 5-8-1991  |             |
| 1990     | 1'48"13 | Plovdiv      | 10-8-1990 |             |

## Palmarès
| Anno                              | Manifestazione  | Sede        | Evento      | Risultato | Prestazione | Note            |
| --------------------------------- | --------------- | ----------- | ----------- | --------- | ----------- | --------------- |
| In rappresentanza del Kenya       |                 |             |             |           |             |                 |
| 1990                              | Mondiali U20    | Plovdiv     | 800 m piani | 4º        | 1'48"13     |                 |
| 1990                              | Mondiali U20    | Plovdiv     | 4×400 m     | 8º        | 3'07"86     |                 |
| In rappresentanza della Danimarca |                 |             |             |           |             |                 |
| 1995                              | Mondiali        | Göteborg    | 800 m piani | Oro       | 1'45"08     |                 |
| 1997                              | Mondiali indoor | Parigi      | 800 m piani | Oro       | 1'42"67     | Record mondiale |
| 1997                              | Mondiali        | Atene       | 800 m piani | Oro       | 1'43"38     |                 |
| 1998                              | Europei         | Budapest    | 800 m piani | 8º        | 1'50"13     |                 |
| 1999                              | Mondiali indoor | Maebashi    | 800 m piani | Argento   | 1'45"49     |                 |
| 1999                              | Mondiali        | Siviglia    | 800 m piani | Oro       | 1'43"30     |                 |
| 2000                              | Giochi olimpici | Sydney      | 800 m piani | Argento   | 1'45"14     |                 |
| 2002                              | Europei         | Monaco      | 800 m piani | Oro       | 1'47"25     |                 |
| 2003                              | Mondiali indoor | Birmingham  | 800 m piani | Argento   | 1'45"87     |                 |
| 2003                              | Mondiali        | Saint-Denis | 800 m piani | 4º        | 1'45"23     |                 |
| 2004                              | Giochi olimpici | Atene       | 800 m piani | Bronzo    | 1'44"65     |                 |

## Altre competizioni internazionali
1995
- Argento alla Grand Prix Final ( Monaco), 800 m piani - 1'45"28

1997
- Oro al Weltklasse Zürich ( Zurigo), 800 m piani - 1'41"24
- Oro al DN Galan ( Stoccolma), 800 m piani - 1'41"73
- Oro all'Athletissima ( Losanna), 800 m piani - 1'42"61
- Oro alla Grand Prix Final ( Fukuoka), 800 m piani - 1'42"98

1999
- Oro alla Grand Prix Final ( Monaco di Baviera), 800 m piani - 1'43"55

2003
- 4º alla World Athletics Final ( Monaco), 800 m piani - 1'46"40

2004
- 4º alla World Athletics Final ( Monaco), 800 m piani - 1'46"37

## Riconoscimenti
- Atleta mondiale dell'anno (1997)
- Atleta europeo dell'anno (1997)
- Sportivo mondiale dell'anno de La Gazzetta dello Sport (1997)